# Marshal H. Wrubel
Marshal H. Wrubel (* 31. März 1924 in New York City; † 26. Oktober 1968 bei Boulder, Colorado) war ein US-amerikanischer Astronom.
Wrubel galt als Wunderkind am Klavier und studierte ab dem Alter von elf Jahren an der Juilliard School in Manhattan. Er erwarb einen Abschluss an der Juilliard im Fach Klavier und 1944 einen Bachelor-Abschluss in Physik am City College of New York. Danach war er zwei Jahre im Manhattan Project am Los Alamos National Laboratory, wo er beschloss, sich der Astrophysik zuzuwenden. Ab 1946 studierte er an der University of Chicago mit der Promotion 1949. Als Post-Doktorand war er als Fellow des National Research Council an der Princeton University. 1950 wurde er Assistant Professor und 1966 Professor für Astronomie an der Indiana University Bloomington. Er stand der Abteilung Astrophysik vor und war zwischen 1955 und 1958 Leiter des Rechenzentrums, das 1973 nach ihm benannt wurde. 1968 war er zu einem Sabbatjahr am Joint Institute for Laboratory Astrophysics in Boulder und starb dort im Alter von 44 Jahren auf einer Bergwanderung an einem Herzinfarkt.
Er war im Astronomie-Komitee der National Science Foundation und Councilor der American Astronomical Society.
Wrubel befasste sich mit der Astrophysik des Sternaufbaus, Sternatmosphären und astrophysikalischer Magnetohydrodynamik. Der Asteroid (1765) Wrubel ist nach ihm benannt.

## Schriften
- Stellar interiors, Handbuch der Physik, Band 51, 1958
- Primer of programming for digital computers, McGraw Hill 1959
- Herausgeber: Proceedings of the National Science Foundation  conference on stellar atmospheres, held at Indiana University, September/Oktober 1954, 1955